# Ischnochiton sererorum
Ischnochiton sererorum är en blötdjursart som först beskrevs av de Rochebrune 1881.  Ischnochiton sererorum ingår i släktet Ischnochiton och familjen Ischnochitonidae. Inga underarter finns listade i Catalogue of Life.